# Erwin Voit
Erwin Voit (* 16. Dezember 1852 in München; † 15. Juni 1932 ebenda) war ein deutscher Physiologe und Hochschullehrer.

## Leben
Erwin Reinhold Voit war ein Sohn aus der zweiten Ehe seines Vaters, des Architekten August von Voit, 1846 mit Ottilie Hermine Louise, geborene von Hößlin (* 15. November 1819, † 23. Januar 1883), einer Tochter von Eduard Friedrich Balthasar von Hößlin (1789–1862) aus Augsburg. Er wuchs mit mehreren Geschwistern und Halbgeschwistern in München auf, besuchte hier die Grundschule und – wie auch seine Brüder Otto (* 1855) und Richard (* 1857) – das Münchner Maximiliansgymnasium. Hier bestand er 1871 die Abiturprüfung, unter anderem mit Philipp Allfeld.
Voit studierte an der Ludwig-Maximilians-Universität in München Medizin und Naturwissenschaften, legte 1877 das medizinische Staatsexamen ab und promovierte im selben Jahr zum Dr. med. mit einem tierphysiologischen Thema. Seit 1871/72 war er Mitglied der Studentenverbindung Akademischer Gesangverein München im SV. Ab 1879 war er am physiologischen Carl-Ludwig-Labor der Universität Leipzig, dann als Assistent am physiologischen Institut in München tätig. Mit einer Habilitationsschrift 1885 bei Carl Ludwig (Leipzig) habilitierte er sich an der Universität München (veröffentlicht 1886); 1888 wurde er als Professor an die „Königliche Central-Thierarzneischule“ – ab 1890 „Königliche Tierärztliche Hochschule“ – in München berufen und 1896 zum Ordinarius ernannt. 1914 bis 1926 lehrte er an der Tierärztlichen Fakultät der Ludwig-Maximilians-Universität in München. 1909 wurde Erwin Voit zum Mitglied der Bayerischen Akademie der Wissenschaften und am 21. Mai 1909 zum Mitglied (Matrikel-Nr. 3285) der Leopoldina gewählt.
Voit wirkte als Lehrer und Fachautor auf dem Gebiet der Ernährungswissenschaft mit Untersuchungen zur biologischen Wertigkeit der Proteine und deren Zerfalls, der Auswirkungen kalkarmer Nahrung (auf die Entstehung von Rachitis) und Fettbildung aus Kohlenhydraten. Ab 1908 war er Mitherausgeber (mit seinem Bruder Carl von Voit) und Redakteur der „Zeitschrift für Biologie“. 1908 wurde er mit dem Verdienstorden vom Hl. Michael IV. Klasse; 1913 mit Titel und Rang eines Geheimen Hofrats ausgezeichnet.
1892 heiratete Erwin Voit Marie, geborene Röder (* 11. April 1867), Tochter des Münchner Geheimen Direktionsrats Christian Röder. Der Ehe entstammten die drei Kinder Hans (* 20. Oktober 1893), Ottilie (* 16. Februar 1895) und Rudolf (* 9. Februar 1896).

## Veröffentlichungen (Auswahl)
- Ueber die Bedeutung des Kalks für den thierischen Organismus. Inaugurial-Dissertation an der medizinischen Fakultät der Universität München. München 1880.
- Die Schlagzahl des Herzens in ihrer Abhängigkeit von der Reizung des Nervus accelerans. Habilitationsschrift von München. (Aus dem physiologischen Institut zu Leipzig.) Separatabdruck aus den Berichten der math.-phys. Classe der Königl. Sächs. Gesellschaft der Wissenschaften 1886. Breitkopf & Härtel, Leipzig 1886.
- Über die Größe des Energiebedarfes der Tiere im Hungerzustande. In: Zeitschrift für Biologie, 1901, Band XLI, S. 114–154; Oldenbourg, München.
- Die Berechnung der Verbrennungswärme mittels der Elementarzusammensetzung. In: Zeitschrift für Biologie, 1903, S. 345 ff., 44 (N.F. 26); Oldenbourg, München / Berlin.
- Ein Beitrag zur Bestimmung des Eiweiß-Stickstoffes. In: Zeitschrift für Biologie, 1926, 84 (N.F. 66).
- Die Säurebindung und Quellung des Fibrins. I. Mitteilung. In: Zeitschrift für Biologie, 1928, 87, N.F. 69.